# Jeju Grand Prix
Il Jeju Grand Prix è un torneo internazionale di judo tenutosi a Jeju, Corea del Sud. Ha fatto  parte del circuito IJF World Tour, ad oggi si sono svolte 3 edizioni.

## Edizioni
Di seguito la tabella delle ultime edizioni del meeting.
| Edizione | Anno | Data           | Circuito            | Dettagli             | Rif.  |
| -------- | ---- | -------------- | ------------------- | -------------------- | ----- |
| 1°       | 2013 | 07-08 dicembre | IJF World Tour 2013 | Jeju Grand Prix 2013 | [ 1 ] |
| 2°       | 2014 | 27-29 novembre | IJF World Tour 2014 | Jeju Grand Prix 2014 | [ 2 ] |
| 3°       | 2015 | 26-28 novembre | IJF World Tour 2015 | Jeju Grand Prix 2015 | [ 3 ] |